# Schwarzach (Basse-Bavière)
Pour les articles homonymes, voir Schwarzach.
Schwarzach est une commune de Bavière (Allemagne), située dans l'arrondissement de Straubing-Bogen, dans le district de Basse-Bavière.

## Quartiers
La commune de Schwarzach comprend 67 quartiers.

## Histoire
Giambattista Tiepolo a peint entre 1755 et 1760, L'Adoration des rois pour le maître-autel du monastère de Schwarzach. Ce tableau est aujourd'hui conservé à la National Gallery of Art de Washington